# Nghể quấn
Nghể quấn hay còn gọi nghể bìm (danh pháp khoa học: Fallopia convolvulus) là một loài thực vật có hoa trong họ Rau răm. Loài này được (L.) Á.Löve mô tả khoa học đầu tiên năm 1970.